# アル・ハルツーム・バフリ
アル・ハルツーム・バフリ（アラビア語：الخرطوم بحري、ラテン文字表記：al-Khartûm Bahrî、 英からハルツーム・ノース：Khartoum Northとも）はスーダンの首都ハルツームの北に位置する市街地。西のスーダン最大の都市オムドゥルマン（オムダーマン）との三都市を合わせてスーダンの首都圏を成している。北ハルツームとも表記する。北ハルツームには工業施設が集中している。